# David Frappreau
David Frappreau, né le 4 janvier 1982, à Clermont-Ferrand, en France, est un ancien joueur de basket-ball français. Il évolue aux postes de meneur et d'arrière.

## Palmarès
- Champion d'Europe des -18 ans 2000
- Vainqueur de la Coupe de l’Anjou 2008
- Vainqueur de la Coupe Pays de la Loire 2009
- Vainqueur du Challenge de l'Anjou 2016